# José Loureiro (empresário teatral)
José Loureiro (Rio de Moinhos, 1 de maio de 1880 — Lisboa, 6 de janeiro de 1949) foi um empresário teatral português.

## Biografia
Começou por dedicar-se ao comércio, cooperando nos negócios de seu irmão Manuel Loureiro, grande comerciante em São Paulo.
Em dada altura, o empresário teatral Afonso Taveira chamou-o para o Teatro da Trindade, em Lisboa, visto ter de ir ao Brasil acompanhar uma companhia teatral. Apesar de inexperiente, José Loureiro mostrou-se animado por tão boa vontade. Com a audácia própria de quem desejava marcar uma posição de relevo, lançou uma novidade: num só espetáculo, três revistas em um ato, cada qual com seu autor, seu maestro e seu cenógrafo. Alcançou êxito.
Em novembro de 1923, foi-lhe vendido o Teatro da Trindade pela quantia de dez mil libras esterlinas, tendo sido responsável pelas suas obras de remodelação, reabrindo-o em fevereiro de 1924. A aquisição do teatro à Anglo-Portuguese Telephone Company, ocorreu após a demolição do antigo Salão da Trindade, em 1921. Carlos Tavares celebrou, também em 1923, o último contrato de arrendamento do Teatro da Avenida com José Loureiro, tendo passado, por morte deste, para a viúva, Beatriz Cervantes Loureiro, que acabou por ceder o Avenida, em regime de exploração, à empresa de Vasco Morgado, em 1951.
Associado a Walter Mochi e a Faustino da Rosa, tinha em exploração dezassete teatros na América do Sul, por onde passaram as melhores companhias teatrais portuguesas. Em Portugal, ficaram célebres os seus negócios com Chaby Pinheiro e Beatriz Costa, e os grandes espetáculos da Companhia Velasco e da Companhia Ba-Ta-Clan.
Regressando, por fim, a Lisboa e ao Teatro da Trindade, limitou-se à exploração deste e do Avenida.
Treze anos após a sua morte, os seus herdeiros venderam o Teatro da Trindade à FNAT.